# امامزاده حسین خشاب شیرین
۳۰°۴۸′۱٫۹۷″ شمالی ۵۰°۱۷′۶٫۷۱″ شرقی / ۳۰٫۸۰۰۵۴۷۲°شمالی ۵۰٫۲۸۵۱۹۷۲°شرقی
امامزاده حسین خشاب شیرین واقع در محال رودتلخان در خاک خوش آب شیرین واقع می‌باشد.

## بنیاد سازه
بنای امامزاده قدیمی، از گچ و سنگ اخته شده و ابعاد آن ۴×۵ متر است. دارا گنبد خانه‌ای ۴×۴ متر که در بالای آن گنبدی مخروطی به ارتفاع ۴۴ متر از ابتدای سقف تا نوک استوار گردیده و در زیر آن مرقد امامزاده به ابعاد ۱۵۰×۱۰۰×۹۰ سانتی‌متر قرار گرفته‌است. این گنبد خانه در جهت جنوب بنا و درب آن رو به جنوب باز می‌شود. بنای اولیه ساختمان چندان قدیمی نیست، حدوداً به اواخر دورهٔ قاجار بر می‌گردد.

## تاریخچه
یکی از آگاهان این روستا نقل می‌کند در زمان گذشته امامزاده چندین بار به خواب یکی از مؤمنین روستا آمده، و چنین بیان داشته که: در فلان نقطه مرقد ما قرار است، نهایتاً مردم روستا در آنجا تجمع و حفاری کردند، درست آنچه بیان شده، صحت داشته و از همان روز قبه و بارگاهی بر مرقد مطهر ساخته شد.
در فاصله ۲۰ متری بقعه چشمه معروف خشاب شیرین قرار گرفته است؛ و در فاصله ۱۰۰۰ متری مرقد امامزاده دیگری به نام امامزاده سید جمال الدین قرار گرفته‌است. اب این چشمه قابل شرب و گوارا است
این بنا از ابتدای احداث (۱۳۳۵ ه‍. ق) تا کنون چندین بار مرمت و تعمیر گردید، اما در سال (۱۳۶۲ ه‍. ش) با همیاری مردم روستا باز سازی و باز پیرایی اساسی شد. در رابطه با شجره نامه امامزاده به استناد اقوال سال خورده گان و آگاهان محلی و اعتقادات منطقهٔ از اولاد واحفاد امام موسی کاظم می‌باشد.

## شجره نامه

شجره نامه امامزاده حسین نسخه خطی کتاب بحرالانساب

در همین رابطه سندی با تاریخ تحریر ۱۳۷۸ ه‍.ق به نقل از کتاب بحر الانساب آل رسول‌الله (ص) موجود است.
((بسم الله الرحمن الرحیمالحمدلله رب‌العالمین و العاقبه للمتقین و صلی الله علی محمد و آله الطاهرین مام بعد، بر عموم امتان احمد مختار و پیغمبر آخرالزمان و عموم شیعیان حیدر کرار … حضرت امامزاده حسین ابن امامزاده عبدالله ابن امامزاده حسن ابن امامزاده علی ابن امامزاده محمد ابن امامزاده عبدالله ابن امامزاده ابراهیم ابن حضرت امام موسی کاظم علیه الصلاه و السلام …